# Atea (cràter)
Atea és un cràter de l'asteroide de la família Coronis del cinturó principal, (243) Ida, situat amb el sistema de coordenades planetocèntriques a -5.7 ° de latitud nord i 18.9 ° de longitud est. Fa un diàmetre de 2 km. El nom va ser fet oficial per la UAI el 1997 i fa referència a la cova d'Atea a la serralada Muller de Papua Nova Guinea.